# Euploea vestigiata
Euploea vestigiata är en fjärilsart som beskrevs av Butler 1866. Euploea vestigiata ingår i släktet Euploea och familjen praktfjärilar. Inga underarter finns listade i Catalogue of Life.